# Metagoniolithoideae
Metagoniolithoideae, potporodica crvenih algi, dio porodice Porolithaceae. Sastoji se od dva priznata roda s 12 vrsta.
Potporodica je opisana 1969.

## Rodovi
1. Harveylithon A.Rösler, Perfectti, V.Peña & J.C.Braga
2. Metagoniolithon Weber Bosse